# Lycée français Jules-Supervielle

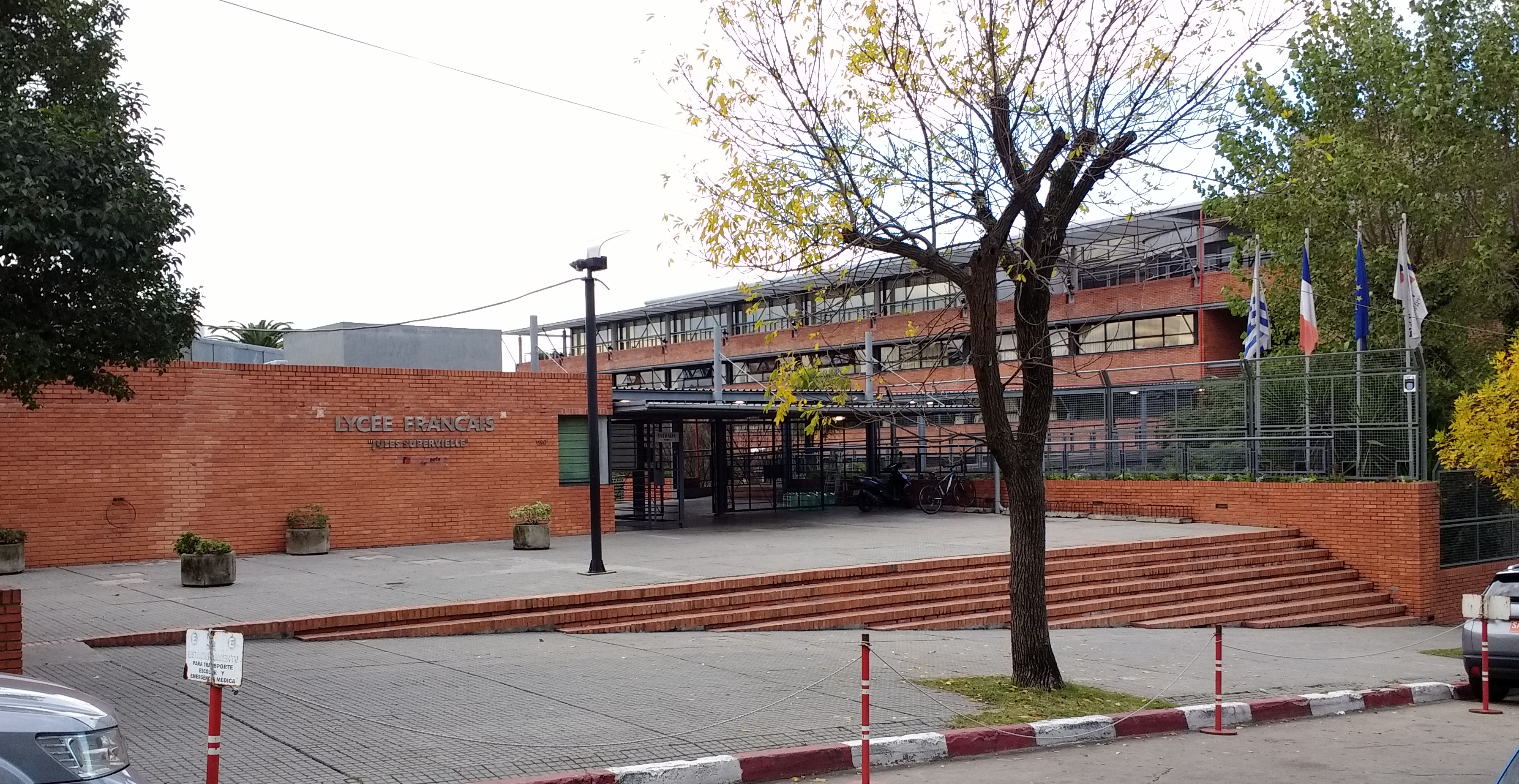
Lycée français Jules-Supervielle

Le lycée français Jules-Supervielle (espagnol : Liceo Francés de Montevideo) est un établissement scolaire dispensant des enseignements de la maternelle à la terminale et préparant aux diplômes du Brevet des collèges et du baccalauréat.
C’est un établissement bilingue et biculturel, homologué par le ministère français de l'Éducation nationale, conventionné avec l'Agence pour l'enseignement français à l'étranger, situé à Montevideo.
Il a été créé en 1897 sous le nom de « Collège Carnot » avant de devenir en mars 1922 « Lycée français » sous la direction d'un professeur de français, Paul Larnaudie.
Dans les années 1960, il se situait dans une des principales rues de Montevideo, à savoir Avenida 18 de Julio pour la partie collège et lycée. 
La partie école maternelle et primaire était située Avenida Italia et sera détruit plus tard pour être regroupés avec le lycée à l'adresse actuelle.
Il porte son nom de l'écrivain Jules Supervielle.
Le gouvernement français est propriétaire du terrain de l'école, et l'association à but non lucratif Sociedad francesa de Enseñanza (SFE) gère le lycée

## Histoire
En 2015 un différend naît entre le gouvernement français et le SFE au sujet des conditions de renouvellement de la convention entre l'association gestionnaire du lycée et l'AEFE. L'ambassadeur de France, Sylvain Itté, informe les parents que le gouvernement français pourrait mettre fin au soutien du lycée. Le gouvernement uruguayen intervient et le directeur du ministère de l'éducation, Juan Pedro Mir, prend contact avec le président du SFE, Bernardo Supervielle. Un accord est finalement conclu.